# Du mouvement de la Terre
Du mouvement de la Terre (チ。―地球の運動について―, Chi: Chikyū no undō ni tsuite) est un seinen manga de Uoto, prépublié dans le magazine Big Comic Spirits entre septembre 2020 et avril 2022 et publié par l'éditeur Shōgakukan en un total de huit volumes reliés. La version française est éditée par Ki-oon depuis mars 2023.
Le manga est une fiction historique retraçant l'histoire de l'héliocentrisme au XVe siècle. Il reçoit un bon accueil critique et remporte notamment le Prix culturel Osamu-Tezuka 2022.
Une adaptation en série d'animation produite par Madhouse est diffusée entre octobre 2024 et mars 2025.

## Synopsis
Dans l'Europe à la fin du Moyen-Age, la religion régit la population et la société et un seul faux pas mène directement au bûcher. Aucune remise en question de la religion n'était tolérée. 
Rafal, fils adoptif du maître d'une école, prépare des études de théologie. Élève particulièrement brillant et intelligent, il est rempli d'ambition pour réussir sa vie. Sa vie va être bouleversée quand il croise la route d'un certain Hubert, qui vient tout juste de sortir de prison pour avoir étudié  l'héliocentrisme. Bien que ce dernier se soit "repenti", il décide de continuer ses recherches et cela commence à déteindre sur Rafal. Il voit que toutes les recherches de Hubert correspondent à la réalité et entrevoit de l'exposer au grand jour. Il décide donc d'étudier l'astronomie quitte à mettre sa vie en jeu.

## Médias

### Manga

Logo original du manga.

Du mouvement de la Terre, écrit et illustré par Uoto, est prépublié dans le magazine Big Comic Spirits entre le 14 septembre 2020, et le 18 avril 2022,. La série est publiée au format tankōbon par l'éditeur Shōgakukan en un total de huit volumes sortis entre le 11 décembre 2020 et le 30 juin 2022.
La version française est éditée par Ki-oon avec un premier volume sorti le 2 mars 2023. Le dernier volume sort le 23 janvier 2025. 
La série est éditée en version anglaise par Seven Seas Entertainment qui la publie en version Omnibus double volume,.

#### Liste des volumes
| no | Japonais          | Japonais          | Français         | Français          |
| no | Date de sortie    | ISBN              | Date de sortie   | ISBN              |
| -- | ----------------- | ----------------- | ---------------- | ----------------- |
| 1  | 11 décembre 2020  | 978-4-09-860778-5 | 2 mars 2023      | 979-10-327-1313-6 |
| 2  | 12 janvier 2021   | 978-4-09-860801-0 | 4 mai 2023       | 979-10-327-1321-1 |
| 3  | 30 mars 2021      | 978-4-09-860878-2 | 6 juillet 2023   | 979-10-327-1339-6 |
| 4  | 30 juin 2021      | 978-4-09-861071-6 | 7 septembre 2023 | 979-10-327-1356-3 |
| 5  | 30 septembre 2021 | 978-4-09-861146-1 | 4 janvier 2024   | 979-10-327-1598-7 |
| 6  | 28 décembre 2021  | 978-4-09-861206-2 | 2 mai 2024       | 979-10-327-1600-7 |
| 7  | 30 mars 2022      | 978-4-09-861260-4 | 29 août 2024     | 979-10-327-1602-1 |
| 8  | 30 juin 2022      | 978-4-09-861317-5 | 23 janvier 2025  | 979-10-327-1604-5 |

### Série d'animation
En juin 2022, une adaptation en série d'animation produite par Madhouse est annoncée.
Le premier épisode est diffusé le 5 octobre 2024 sur la chaine NHK au Japon, puis sur Netflix au niveau mondial. Le dernier épisode sort le 15 mars 2025.
Le générique d'ouverture s'intitule Kaijuu (怪獣) et est interprété par le groupe Sakanaction. Le premier générique de fin s'intitule Aporia (アポリア), il est interprété par le groupe Yorushika tandis que le deuxième générique de fin s'intitule Hebi (へび) et est interprété par le même groupe. 

#### Liste des épisodes
| No | Titre français                                            | Titre japonais                       | Titre japonais                                    | Date de 1re diffusion |
| No | Titre français                                            | Kanji                                | Rōmaji                                            | Date de 1re diffusion |
| -- | --------------------------------------------------------- | ------------------------------------ | ------------------------------------------------- | --------------------- |
| 1  | L'héliocentrisme. Intéressant, hein ?                     | 『地動説』、とでも呼ぼうか           | "Chidousetsu", to demo Yobou ka                   | 5 octobre 2024        |
| 2  | Et maintenant...je vais faire bouger la Terre             | 今から、地球を動かす                 | Ima kara, Chikyuu wo Ugokasu                      | 6 octobre 2024        |
| 3  | Je crois en l'héliocentrisme                              | 僕は、地動説を信じてます             | Boku wa, Chidousetsu wo Shinjitemasu              | 12 octobre 2024       |
| 4  | Ce monde est bien plus beau que le paradis                | この地球は、天国なんかよりも美しい   | Kono Chikyuu wa, Tengoku nanka yori mo Utsukushii | 19 octobre 2024       |
| 5  | Même si je meurs... le monde continuera d'exister         | 私が死んでもこの世界は続く           | Watashi ga Shindemo Kono Sekai wa Tsuzuku         | 26 octobre 2024       |
| 6  | Faire bouger...le monde                                   | 世界を、動かせ                       | Sekai wo, Ugokase                                 | 2 novembre 2024       |
| 7  | Au nom de la vérité                                       | 真理のためなら                       | Shinri no Tame nara                               | 9 novembre 2024       |
| 8  | Nous sommes devenus Icare                                 | イカロスにならねば                   | Icarus ni Naraneba                                | 16 novembre 2024      |
| 9  | Ça fait cet effet là d'apprendre quelque chose de nouveau | きっとそれが、何かを知るということだ | Kitto Sore ga, Nanika wo Shiru to Iu Koto da      | 23 novembre 2024      |
| 10 | La vérité                                                 | 『知』                               | Chi                                               | 30 novembre 2024      |
| 11 | La terreur                                                | 『血』                               | Chi                                               | 7 décembre 2024       |
| 12 | Je suis de confession héliocentrique                      | 俺は、地動説を信仰してる             | Ore wa, Chidousetsu wo Shinkou Shiteru            | 14 décembre 2024      |
| 13 | La liberté                                                | 『自由』を                           | Jiyuu wo                                          | 21 décembre 2024      |
| 14 | Le ciel de ce soir                                        | 今日のこの空は                       | Kyou no kono Sora wa                              | 28 décembre 2024      |
| 15 | C'est mon tour ?                                          | 私の, 番なのか?                      | Watashi no, Ban na no ka?                         | 4 janvier 2025        |
| 16 | Il est temps de lancer l'opération                        | 行動を開始する                       | Kōdō o kaishi suru                                | 11 janvier 2025       |
| 17 | Ce livre pourrait me rapporter beaucoup d'argent          | この本で大稼ぎできる、かも           | Kono Hon de Dai Kasegi Dekiru, Kamo               | 18 janvier 2025       |
| 18 | Libérer l'information                                     | 情報を解放する                       | Jouhou wo Kaihou suru                             | 25 janvier 2025       |
| 19 | C'est dans l'errance que l'on découvre ce qui est juste   | 迷いの中に倫理がある                 | Mayoi no Naka ni Rinri ga Aru                     | 1er février 2025      |
| 20 | Parce que j'aime l'héliocentrisme                         | 私は、地動説を愛している             | Watashi wa, Chidōsetsu o Aishite Iru              | 8 février 2025        |
| 21 | Les temps vont changer                                    | 時代は変わる                         | Jidai wa Kawaru                                   | 15 février 2025       |
| 22 | Vos noms ne resteront pas dans l'histoire                 | 君らは歴史の登場人物じゃない         | Kimi-ra wa Rekishi no Tōjō Jinbutsu Janai         | 22 février 2025       |
| 23 | Camarades                                                 | 同じ時代を作った仲間                 | Onaji Jidai o Tsukutta Nakama                     | 1er mars 2025         |
| 24 | Thaumazein                                                | タウマゼインを                       | Taumazein o                                       | 8 mars 2025           |
| 25 | Question                                                  | ?                                    | ?                                                 | 15 mars 2025          |

### Autre
Le manga est évoqué dans le clip vidéo de la chanson d'amazarashi (en) 1.0 sorti le 30 mars 2022, la vidéo utilisant la typographie de la série ainsi que dans le clip vidéo de Kashiopia Keiryū-sho (カシオピア係留所) sorti le 30 juin 2022 avec des personnages de la série et leurs dialogues projetés sur le planétarium du musée Itabashi de la science et de l'éducation à Tokyo.

## Réception
Le manga est recommandé par les mangakas Hitoshi Iwaaki et Shin Takahashi,.
Du mouvement de la Terre est nommé pour le 14e Grand prix du manga en 2021 et se classe 2d avec 67 points,, puis pour la 15e édition en 2022 où il se classe 5e avec 59 points,.
La série est nommée pour les Next Manga Awards en 2021 et se place 10e dans la catégorie imprimés. La série est classée 37e de la liste « Book of the Year » 2021 du magazine Da Vinci puis 21e de la liste 2022.
Le manga se classe 2e de la liste Kono Manga ga sugoi! 2022 des meilleurs mangas pour public masculin. Il remporte le Kobayashi Manga Grand Prix 2021, créé par le comédien Kendo Kobayashi (en). Le manga est nommé pour le 67e Prix Shōgakukan dans la catégorie générale in 2021 et pour le 68e dans la même catégorie en 2022. La série se classe 5e du classement national des bandes dessinées recommandées par les employés de librairie en 2022.
Le manga est nommé pour le 46e Prix du manga Kōdansha dans la catégorie générale en 2022. la série remporte le 26e Grand Prix du Prix culturel Osamu-Tezuka en 2022,. le manga remporte le 54e Prix Seiun dans la catégorie Meilleure bande dessinée en 2023,.